# Dianthus hoeltzeri
Dianthus hoeltzeri là loài thực vật có hoa thuộc họ Cẩm chướng. Loài này được C.Winkl. mô tả khoa học đầu tiên năm 1881.